# Обіг цінних паперів
О́біг ці́нних папе́рів — укладення та виконання правочинів щодо цінних паперів, яке не пов'язано з їх випуском.

## Загальні положення про обіг цінних паперів
Цінні папери є об'єктами права власності, а тому можуть відчужуватись на підставі правочинів, в тому числі:
- договір купівлі-продажу,
- договір дарування,
- договір міни,
- спадкування,
- звернення стягнення на заставлене майно тощо.

Можливість обігу цінних паперів, можливість передання їх у заставу визначається законодавством про відповідний вид цінного паперу, а для емісійних цінних паперів — також умовами розміщення (проспектом емісії тощо).
Спеціалізованою установою, виключною діяльністю якої є супроводження операцій з цінними паперами, є фондова біржа.
Вчинення правочинів з обігу цінних паперів є інвестиційною діяльністю на ринку цінних паперів. Отриманий дохід від таких операцій вважається інвестиційним доходом.

### Операції, що не є обігом
Не вважається обігом вчинення таких правочинів:
- первинне розміщення цінного паперу (емісія чи первісне вручення цінного паперу) неемісійного цінного паперу,
- викуп цінного паперу емітентом[1],
- повторний продаж викупленого цінного паперу емітентом[1],
- погашення цінних паперів,
- проведення розрахунків цінними паперами (крім договорів міни).

## Особливості регулювання обігу цінних паперів в Україні

### Торговець цінними паперами
За загальним правилом, для вчинення правочинів (у тому числі договорів) з цінними паперами в України обов'язковою вимогою є залучення торговця цінних паперами. У разі порушення цієї вимоги, правочин є нікчемним.
Торговець цінними паперами може брати участь в операціях як представник однієї із сторін на підставі договору про надання представницьких послуг (посередництво торговця). Допустимою є участь торговця цінними паперами як третьої сторони за договором.
Не потребують участі торговця:
- розміщення емітентом власних цінних паперів;
- викуп та продаж емітентом власних цінних паперів;
- проведення розрахунків з використанням неемісійних цінних паперів;
- розміщення казначейських зобов'язань України;
- внесення цінних паперів до статутного (складеного) капіталу юридичних осіб;
- дарування цінних паперів;
- спадкування та правонаступництва цінних паперів;
- вчинення правочинів, пов'язаних з виконанням судових рішень;
- вчинення правочинів у процесі приватизації.

Під час проведення таких операцій торговець цінними паперами забезпечує фінансовий моніторинг.

### Акциз
В Україні діє особливий податок на операції з відчуження цінних паперів та операцій з деривативами, що стягується при відчуженні окремих категорій цінних паперів.

## Форми передання цінних паперів

### Індосамент
Індосамет може застосовуватись виключно до цінних паперів, які випущені у документарній матеріальній формі (вексель, коносамент, заставна, чек тощо). Зміст індосаменту полягає у внесенні на цінний папір (або додатковий аркуш, що додається до цього цінного паперу, якщо на ньому недостатньо місця, — алонж) встановленої форми «передавального напису».
Зміст передавального напису полягає у зазначені імені нового власника цінного паперу (іменний індосамент), або певної форми невизначеної особи нового власника: наприклад, «платити наказу» (бланковий індосамент).
Можливість вчинення індосаменту, його зміст та наслідки недотримання правил індосаменту, визначаються законодавством про відповідний вид цінного паперу.
Як правило, в разі неможливості (заборони) вчинення індосаменту, цінний папір слід передавати шляхом цесії.
Власник цінного паперу вважається власником, якщо право власності на цей цінний папір встановлений безперервним рядом іменних індосаментів, або безперервним рядом індосаментів до бланкового. За наявності індосаментів від власника не вимагається будь-яких інших документів, що підтверджують право власності на цей цінний папір.

### Цесія
Цесія полягає у відступлені прав за цінним папером на користь третьої особи на підставі договору відступлення права вимоги. В даному випадку до цесіонарія переходить не право власності на цінний папір, а право вимагати виконання за цим цінним папером.
Права держателя цінного паперу в цьому випадку підтверджуються наявністю у нього на руках (фактичному володінні) оригіналу (першого примірника) цінного паперу та документів, що підтверджують відступлення права вимоги.
Можливість цесії прав за цінним папером встановлюються законодавством, що регулює обіг відповідного виду цінного паперу.

### Передавальне розпорядження реєстратору
У випадку, якщо право власності на цінний папір оформлене Сертифікатом цінного паперу, реєстр власників на які ведеться реєстратором цінних паперів або самим емітентом, то передавання цінного паперу здійснюється шляхом укладання договору та подання відчужувачем реєстратору (або емітенту) письмового розпорядження (заяви, повідомлення тощо), відповідно до якого відчужувач повідомляє про передачу цінного паперу.
Новий власник вважається власником цінного паперу з моменту укладання договору та внесення відповідного запису до реєстру реєстратора (емітента).
Доказом набуття власності на цінний папір в такому випадку буде Сертифікат цінного паперу.

### Електронний обіг цінних паперів
В разі, якщо цінні папери існують в бездокументарній формі обігу, або якщо відбулося знерухомлення цінних паперів, передача цінного паперу новому власнику відбувається шляхом зарахування цінного паперу з рахунку в цінних паперах відчужувача на рахунок в цінних паперах набувача. Для проведення переказу відчужувач подає своєму зберігачу розпорядження про списання цінного паперу, а набувач — розпорядження про зарахування.
При електронній формі обігу цінних паперів доказом права власності на цінний папір є електронний запис по рахунку в цінних паперах, що ведеться зберігачем цінних паперів.
Електронний обіг цінних паперів схожий на перерахування грошових коштів через банківські рахунки.

### Вручення цінного паперу
Цінні папери, які існують у документарній формі на пред'явника можуть бути відчужені шляхом простого вручення. При здійсненні вручення може складатися акт приймання-передачі на підтвердження такого вручення (або інший документ), однак його відсутність формально не вимагається.
Власником такого цінного паперу вважається особа, яка фактично тримає його у себе.
В разі втрати цінного паперу, право на який передається шляхом вручення, його відновлення можливе у судовому порядку.